# مسييه 93

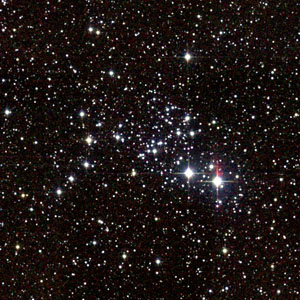
مسييه 93

مسييه 93 أو م93 (بالإنجليزية: Messier 93 أو M 93 أو NGC 2447) هو تجمع نجمي مفتوح ويوجد في كوكبة الكوثل (كوكبة) Puppis. اكتشفه شارل مسييه عام 1781، وضمه إلى فهرس المذنبات الذي قام بإنشائه فهرس مسييه.
تأتي التسمية NGC 2447 طبقا للفهرس العام الجديد.
يبعد م93 نحو 3.600 سنة ضوئية عن الأرض ويبلغ اتساعه بين 10 - 12 سنة ضوئية. ويقدر عمره بنحو 100 مليون سنة.

## اقرأ أيضا
- نجم
- قزم أبيض
- عملاق أحمر
- مجرة
- الانفجار العظيم
- خط زمني للانفجار العظيم
- نجم نيوتروني
- ثقب أسود

## وصلات خارجية
- موقع الكون